# کیپا
کیپا (به عبری: כיפה، تلفظ: کیپِه، جمع آن: כיפות، تلفظ: کیپوت) (به عربی: الكيباه یا الكِبة)، هم‌ریشه با «کُپّه» در فارسی و «قُبَّة‎» در عربی، معادل «گنبد» در فارسی (همگی به یک برجستگی گرد گفته می شوند) یا یارمولکا (به ییدیش: ירמולקא)، که عرقچین یهودی هم گفته می‌شود، یک نوع کلاه است که به‌طور سنتی یهودیان بر سر می‌گذارند.
در شبات، نخستین رساله تلمود آمده‌است: «سرت را بپوشد که ترس آسمان بر تو باشد»؛ در شولحان عاروخ آمده‌است که مرد سر ناپوشیده نباید تورات را بلند بخواند، یا به چیز مقدسی فکر کند یا چهار ذراع راه برود؛ همچنین وارد شدن مرد سر ناپوشیده به کنیسه جایز نیست.
کلاهی بود به رنگ سفید یا زرد که در دوران کهن در اروپا و بخشی از جهان اسلام می‌پوشیدند. اوائل پوشیدن آن اختیاری بود اما بعد از ۱۲۱۵ مردان بالغ یهودی مجبور بودند خارج از محله‌های یهودی‌نشین برای شناخته شدن این کلاه را بپوشند. بعید نیست ریشهٔ این کلاه هم مثل کلاه فریژی که یهودیان بابلی ایران باید می‌پوشیدند از ایران باشد. کلاه عرقچین تاریخی دیگری نیز وجود دارد که از پشم گوسفند ساخته می‌شد که کوهنین در معبد دوم بیت المقدس بر سر می‌نهادند.
طبق قوانین یهودیت، یهودیانی که عمل به احتیاط می‌کنند باید همیشه موهایشان را بپوشانند. برخلاف نشانهٔ زردرنگ، این کلاه همیشه در دست نوشته‌های یهودیان می‌آمد و یهودیان آلمان بعدها آن را در مهرهایشان و نشان رسته‌های نظامیشان استفاده می‌کردند که نشان می‌دهد که اقلاً در ابتدا این کلاه بخشی از لباس یهودیان بوده‌است نه تبعیض تحمیلی. چهره‌های مسیحی مثل یوسف و خود مسیح نیز گاهی در نقاشی‌ها آن را بر سر دارند. اما با اجباری شدن پوشیدن آن توسط یهودیان، آن را به چشم بد می‌نگریستند.

## انواع و گوناگونی
| تصویر | گونه          | استفاده                                                                               |
| ----- | ------------- | ------------------------------------------------------------------------------------- |
|       | قلاب‌دوزی      | صهیونیسم مذهبی، ارتودوکس مدرن، صهیونیزم محافظه‌کار،یهودیت اصلاح‌طلب                     |
|       | پُرزدار        | ارتودوکس مدرن، یهودیت محافظه کار، یهودی اصلاح‌طلب                                      |
|       | تریلن         | ارتودوکس مدرن، حسیدی، حرادی و نیز استفاده بین ربیها در سمینارهای مذهبی                |
|       | مخمل سیاه     | ارتدوکس مدرن، حسیدی                                                                   |
|       | ساتن          | یهودیت محافظه کار، یهودیت اصلاح طلب                                                   |
|       | قلابدوزی سفید | بسیاری از شهروندان اورشلیم از این نوع کیپه بلند که همه سر را می‌پوشاند استفاده می‌کنند. |
|       | بخارایی       | محبوبیت زیاد بین کودکان یهودی در بخارا                                                |
|       | یمنی          | مخمل سیاه با نوار دوزی در اطراف لبه هندسی رنگارنگ، گل یا بته‌جقه.                      |